# Аняня
Аняня (означава „змийска отрова“ на езика мади), също Аня-ня, е южносуданска сепаратистка бунтовническа армия (наричана Аняня I), образувана по време на Първата гражданска война в Судан, започнала през 1955 г. Нейното продължение по време на Втората гражданска война в Судан е наричано Аняня II.

## Аняня I
От 1969 година племенните съюзи Нуер, Лотуко, Мади, Бари, Ачоли, Занде, Динка и други от целия южен район на Судан започват война срещу правителството на Судан. Това е известно като бунт на Аняня или Първа гражданска война в Судан; завършва, когато Аняня сключва Споразумението от Адис Абеба с правителството през 1972 година.

## Аняня II
През 1978 година дисиденти от Нуер наричат себе си Аняня II. Те се въоръжават в района на Източен Горен Нил, когато споразумението от Адис Абеба се отменя през 1983 г., слагайки по този начин началото на Втората гражданска война в Судан. Основава се също и Суданска народно-освободителна армия (СНОА).
Надпреварата между Аняня II и СНОА завършва с поражение за Аняня II. Някои от нейните членове влизат в армията, а останалите влизат в правителствената полиция на Судан.